# Diplazium petiolulatum
Diplazium petiolulatum là một loài thực vật có mạch trong họ Woodsiaceae. Loài này được (Stolze) A.R. Sm. mô tả khoa học đầu tiên năm 2007.